# Кањоти (Тренто)
Кањоти је насеље у Италији у округу Тренто, региону Трентино-Јужни Тирол.
Према процени из 2011. у насељу је живело 70 становника. Насеље се налази на надморској висини од 993 м.